# Ficus hypophaea
Ficus hypophaea är en mullbärsväxtart som beskrevs av Rudolf Schlechter. Ficus hypophaea ingår i släktet fikonsläktet, och familjen mullbärsväxter. Inga underarter finns listade i Catalogue of Life.